# District d'Angers
Le district d'Angers est une ancienne division territoriale française du département de Maine-et-Loire de 1790 à 1795, nommé initialement Mayenne-et-Loire en 1790 et 1791.
Il était composé des cantons d'Angers, de Blaison, Chalonnes, Ingrande, le Louroux, La Meignanne, Pellouailles, les Ponts de Cé, Rochefort, Saint Georges sur Loire, Saint Mathurin, Savenieres et Trélazé.

## Les autres districts de Maine-et-Loire
- District de Baugé
- District de Châteauneuf
- District de Cholet
- District de Saint-Florent
- District de Saumur
- District de Segré
- District de Vihiers